# Isfahan
Isfahan ↓1 (perzijski: اصفهان [esfæˈɦɔːn]), također poznat i kao Ispahan ili Esfahan ↓2, grad u središnjem Iranu i administrativno sjedište Isfahanske pokrajine. Nalazi se oko 400 kilometara južno od glavnoga grada Teherana, na rubu planinskog masiva Zagros odnosno u dolini rijeke Zajande-Rud. Grad ima 1,600.554 stanovnika, a šire gradsko područje oko dva milijuna što ga čini drugom aglomeracijom po veličini u zemlji.

## Povijest
Isfahan je bio značajno gradsko središte još u predislamsko doba, no nagli razvoj grada započinje nakon islamskog osvajanja 640. godine. Najveći je procvat doživio u doba vladavine dinastije Safavida koji su Isfahan 1598. proglasili prijestolnicom i u njemu podigli brojne velebne građevine i zasadili vrtove. U 17. stoljeću u gradu živi oko 600.000 stanovnika, ne samo iranskih šijita, već i velik broj armenskih kršćana, Gruzijaca i Židova. 
Upravo iz razdoblja vladavine Safavida (16. i 17. stoljeće) potječe većina impresivnih džamija koje spadaju među najznačajnije u Iranu, a mnoge su uvrštene na UNESCO-ov popis svjetske baštine. Na tom se popisu nalazi i veličanstveni Imamov trg (ranije poznat i kao Meidān-e Šāh - „Šahov trg” ili Nakš-e Džahan - „Slika svijeta”), građen između 1590. i 1595. godine. Sa svojom površinom od gotovo 9 hektara spada među najveće trgove na svijetu.
Godine 1722. Isfahan osvajaju paštunski Hotakiji, čime započinje postupni pad političkog značenja ovog grada. Tako Isfahan gubi status prijestolnice, a glavni grad postaje Mašhad, kasnije Širaz odnosno Teheran. 
No Isfahan do današnjeg dana ostaje važno kulturno, obrazovno, vjersko i gospodarsko središte. Ekonomsku okosnicu stoljećima čini tradicionalni umjetnički obrt, poput proizvodnje svjetski poznatih perzijskih sagova, a dvadesetih godina 20. stoljeća (dolaskom na vlast pahlavijske dinastije) počinje se razvijati i moderna industrija pa Isfahan postaje i značajan industrijski centar (prehrambena, metaloprerađivačka, naftna, tekstilna industrija). Osim toga, grad je jedan od centara spornog iranskog nukleranog programa.

## Spomenici i znamenitosti

### Sakralni objekti
- Saborna džamija u Isfahanu (Masdžid-e Džame), 9. st.
- Džamija Monar Džonban, 14. st.
- Šahova džamija (Imamova džamija), 17. st.
- Hakimova džamija, 17. st.
- Džamija šeika Lotfalāha, 17. st.
- Katedrala sv. Spasa (Vank) Armenske apostolske crkve, 17. st.

### Palače
- Kraljevska palača Ālī Kāpū, 17. st.
- Palača Talar-e-Ašraf, 17. st.
- Palača Hašt Behešt (Palača osam rajeva), 17. st.
- Palača-paviljon Čehel Sotun (Palača četrdeset stupova), 17. st.

### Mostovi
- Pol-e Šahrestan, vjerojatno 11. st
- Si-o-se Pol (Most na 33 luka), 17. st.
- Pol-e Hadžu, 17. st
- Pol-e Džuj, 17. st

## Galerija
- Saborna džamija
- Šahova džamija
- Džamija šeika Lotfallāha
- Armenska katedrala
- Palača Ālī Qāpū
- Palača Chehel Sotoun
- Palača Hasht Behesht
- Most Pol-e Khaju
- Veliki bazar
- Trg Meidān-e Emām
- Abbasi Hotel, ranije karavan-saraj Mādarshāh

## Poveznice
- Zračna luka Isfahan

## Vanjske poveznice
- Službene stranice grada Isfahana  Arhivirana inačica izvorne stranice od 9. ožujka 2010. (Wayback Machine)

## Napomene
1. ↑1  Hrvatski jezični portal
2. ↑2  Hrvatski obiteljski leksikon daje prednost nazivu Esfahan